# ويندي ويندهام
ويندي ويندهام (بالإنجليزية: Wendy Windham)‏ هي ممثلة أمريكية، ولدت في 13 يناير 1967 في لوس أنجلوس في الولايات المتحدة.

## وصلات خارجية
- ويندي ويندهام على موقع IMDb (الإنجليزية)
- ويندي ويندهام على موقع كينوبويسك (الروسية)